# Vicente del Bosque
Vicente del Bosque (* 23. prosince 1950, Salamanca, Španělsko) je bývalý španělský fotbalista a později fotbalový trenér, považovaný za jednoho z nejlepších trenérů na světě.
Postupně vedl španělský Real Madrid, turecký Beşiktaş a nakonec španělskou reprezentaci a v souhrnu s nimi vyhrál devět trofejí. Za Real Madrid též nastupoval více než deset let jako hráč a vybojoval devět trofejí – pětkrát španělskou La Ligu a čtyřikrát španělský pohár.
Mezi roky 1999 až 2003 dovedl Real Madrid ke dvěma triumfům v Lize mistrů UEFA a dvěma mistrovským titulům v La Lize. Od roku 2008 do roku 2016 trénoval reprezentaci Španělska, se kterou vyhrál Mistrovství světa 2010 a Mistrovství Evropy 2012. Poté, co na Mistrovství Evropy 2016 Španělé vypadli v osmifinále po prohře s Itálií, oznámil del Bosque, že smlouvu končící 31. července 2016 prodlužovat nebude a ukončí trenérskou kariéru.
Vicente del Bosque je jediný trenér, který dokázal vyhrát Mistrovství světa, Mistrovství Evropy, Ligu mistrů UEFA a Interkontinentální pohár.

## Trenérská kariéra

### Real Madrid
Po ukončení aktivní kariéry fotbalisty se del Bosque věnoval tréninku mládežnických týmů v Realu Madrid, ve kterém strávil podstatnou část kariéry. V listopadu roku 1999 v něj klub svěřil důvěru, když byl propuštěn hlavní trenér „áčka“ John Toshack.
Ve svém čtvrtém zápasu v roli kouče odehraném 4. prosince ale zaznamenal ponižující domácí prohru 1:5 proti Realu Zaragoza a prodloužil tak čekání na domácí ligovou výhru, neboť Real Madrid předtím vyhrál až na konci srpna.
Po sérii bez ligové prohry prohráli del Bosqueho hráči na začátku února 2:5 na půdě Deportiva La Coruña, které později získalo po sezóně titul.
Ve druhé fázi skupin Ligy mistrů musel tým skousnout dvojí porážku s Bayernem Mnichov (2:4, 1:4), spolu s Němci ale nakonec postoupil.
Ve čtvrtfinále vyřadil Real obhajující anglický Manchester United a v lize sestavil sérii 11 zápasů bez prohry, tu však ukončil 22. dubna 2000 sestupem ohrožený Racing Santander, když na madridském stadionu Santiago Bernabéu vyhrál 4:2.
První semifinálový zápas Ligy mistrů dopadl další prohrou s Bayernem Mnichov, na prohru 1:2 z Německa ale v domácí odvetě Real odpověděl výhrou 2:0 a postupem do finále, ve kterém se poprvé střetly dva týmy z jedné země. Finále v Paříži konané 24. května 2000 rozhodly góly fotbalistů Realu Madrid Fernanda Morientese, Stevea McManamana a Raúla Gonzáleze. Real Madrid tímto porazil Valencii 3:0 a vybojoval svůj v pořadí osmý triumf v Lize mistrů UEFA.

Lorenza Sanze vystřídal v roli klubového prezidenta Florentino Pérez, který zahájil éru tzv. Galácticos, týmu plného hvězdných fotbalistů zaručujících úspěchy na hřišti i mimo něj. Po zvolení Pérez splnil slib a za částku 62 milionů eur přivedl z Barcelony portugalského křídelníka Luíse Figa.
Brankářskou jedničkou zůstal talentovaný 19letý Iker Casillas, jemuž dával del Bosque přednost před zkušenějším, skoro 30letým Césarem Sánchezem.
Dne 25. srpna 2000 se Real Madrid střetl v Superpoháru UEFA s tureckým Galatasaray, ale prohrál 1:2. Ligová kampaň započala v sezóně 2000/01 domácí výhrou nad Valencií 2:1. Mezi opory se zařadil kromě Luíse Figa také defenzivní záložník Claude Makélélé. Na podzim zaregistroval tým několik porážek včetně té v říjnovém El Clásicu, v němž Barcelona ve vypjaté atmosféře okolo Figa zvítězila 2:0 v domácím prostředí.
Na konci listopadu tým odcestoval do Japonska pro utkání o Interkontinentální pohár, ve kterém byl ale zdolán argentinskou Bocou Juniors.
Real Madrid však jinou listopadovou ligovou výhrou 5:1 proti Las Palmas spustil sérii 12 ligových zápasů bez porážky, která se nestala sérií výher jen kvůli remíze 2:2 proti Realu Valladolid v lednu roku 2001.
Od 14. kola již čelo tabulky La Ligy del Bosqueho svěřenci neopustili a na konci sezóny oslavili historicky 28. mistrovský titul. Nejlepší střelec soutěže Raúl s 24 góly obdržel ocenění v podobě trofeje Pichichi.
Obhajobu Ligy mistrů znemožnil Bayern Mnichov, jenž v květnovém semifinále dvakrát Real porazil.
Po odchodu klubové ikony Manola Sanchíse do fotbalového důchodu po sezóně 2000/01 se stal kapitánem mužstva Fernando Hierro.
Mužstvo posílil záložník Zinédine Zidane, který se postavil na vrchol čtyřčlenné záložní řady v „diamantovém“ rozestavení 4–1–3–2.
Ze stran jej podporovali Luís Figo a Santiago Solari, za nimi bránil Makélélé. Na hrotu útoku se del Bosque spoléhal na duo Raúl González—Fernando Morientes. Na krajích obrany nadále působili útok podporující Míchel Salgado a Roberto Carlos.
Královský klub navázal na počin z před dvou let a po vyřazení Bayernu Mnichov a Barcelony v playoff Ligy mistrů dokráčel do finále v Glasgow, ve kterém zásluhou vítězného gólu Zidana triumfoval 2:1 nad Leverkusenem.
Vedle mistrovského titulu měl Real na dosah též španělský pohár Copa del Rey. Ve finále označovaném El Centenariazo se Real utkal při příležitosti sto let od založení klubu s Deportivem La Coruña na půdě domácího stadionu, ale prohrál a připravil se o možnost získat tento pohár.
V další sezóně del Bosque přidal trofeje ze Superpoháru UEFA a Interkontinentálního poháru, obě získané na podzim roku 2002.
Madridské mužstvo – nově čítající brazilského útočníka Ronalda – prohrálo v sezóně La Ligy 2002/03 tři zápasy.
Cestu do finále domácího poháru zhatila lednová porážka 0:4 s Mallorcou.
V Lize mistrů dosáhlo semifinále, zde bylo ale vyřazeno Juventusem (2:1, 1:3).
Třetí mistrovský titul zaručila 22. června 2003 výhra 3:1 nad Athleticem v posledním 38. ligovém kole. Dva dny nato nebyla del Bosquemu prodloužena smlouva, nahradil jej Carlos Queiroz.
Na lavičce Realu vyhrál 113 ze 203 zápasů.
Překvapivé rozhodnutí okomentovala britská BBC v názvu článku jako „nejsmolnější“ (The unluckiest manager ever sacked?).
Prezident Florentino Pérez a sportovní ředitel Jorge Valdano tah vysvětlili snahou zavést modernější přístup.
Éra Galacticos ale spěla ke svému konci – po odchodu del Bosqueho se v Realu vystřídalo několik trenérů, poté co jeho nástupce nezískal v sezóně 2003/04 jedinou trofej. Sám Pérez rezignoval roku 2005.

### Španělská reprezentace

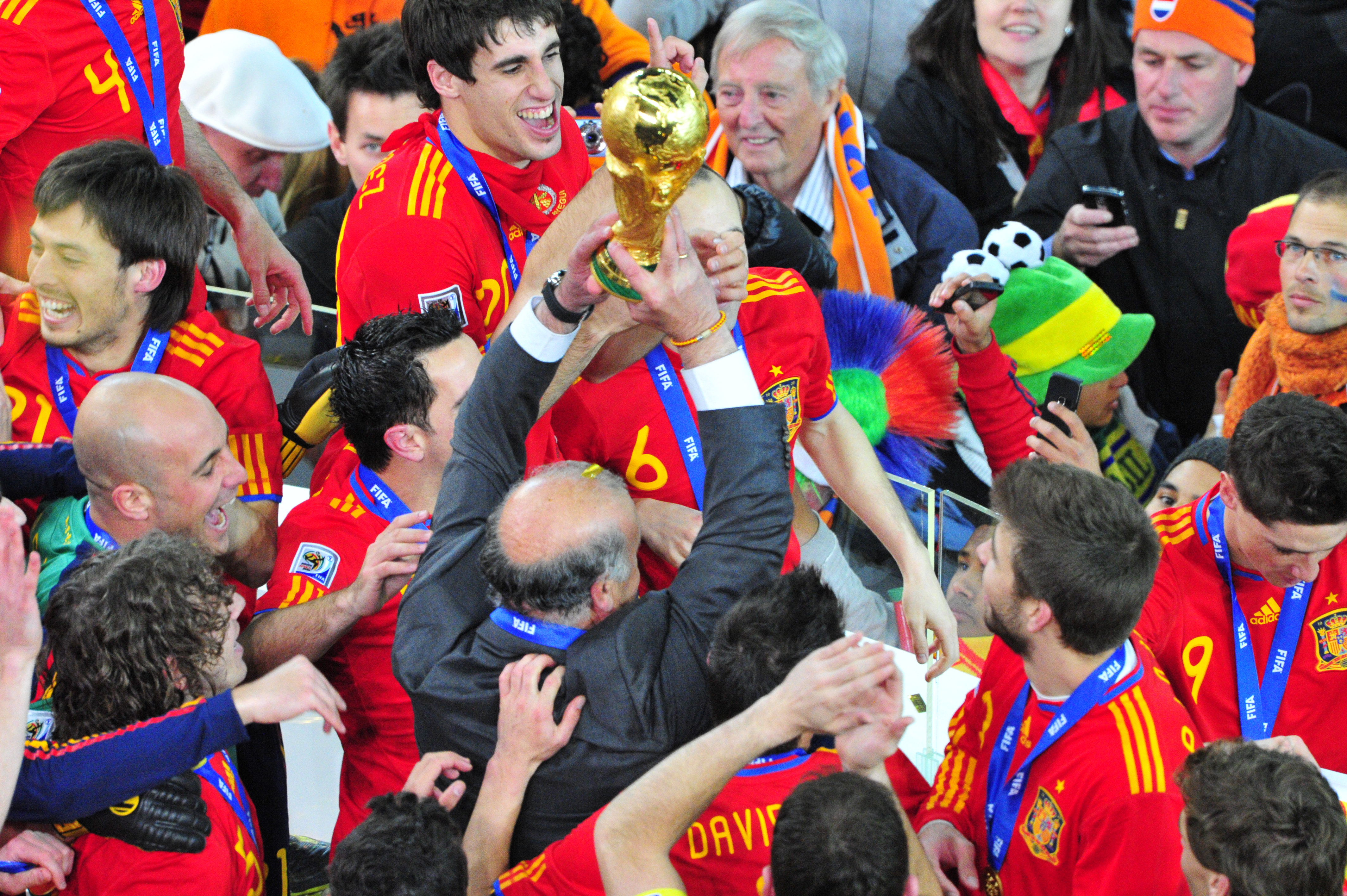
Vicente del Bosque držící v ruce trofej pro mistra světa v roce 2010

Vicente Del Bosque byl oznámen trenérem španělské reprezentace 15. července 2008 a nahradil Luise Aragonése, který zvítězil na Mistrovství Evropy 2008.
Premiéra v podobě přátelského utkání proti Dánsku 20. srpna 2008 dopadla pro nového kouče vítězně 3:0.
První soutěžní zápas dopadl též vítězně, o domácí výhru 1:0 se proti Bosně v úvodu kvalifikace na Mistrovství světa 2010 postaral útočník David Villa.
O čtyři dny později se doma Španělsko vypořádalo s Arménií, když vyhrálo 4:0. Debutu se dočkal mladý nadějný útočník Bojan Krkić.
Po kvalifikační výhře 2:1 venku proti Turecku 1. dubna 2009 dorovnal del Bosque počin Brazilce Joãa Saldanha, který dokázal vyhrát prvních devět duelů v roli reprezentačního trenéra.
Na červnovém Konfederačním poháru FIFA v roce 2009 dokráčeli Španělé do semifinále, kde ovšem jejich sérii 15 výher trvající od evropského šampionátu, sérii 35 zápasů bez prohry a zároveň i tu Vicente del Bosqueho ukončili fotbalisté USA, kteří vyhráli 2:0.
V souboji o třetí místo vyhrálo Španělsko 3:2 nad Jihoafrickou republikou.
Úvodní skupinové utkání Mistrovství světa v roce 2010 proti Švýcarsku 16. června přineslo překvapení v podobě porážky 0:1.
O pět dní později čelilo Španělsko Hondurasu, proti němuž del Bosque nasadil útočníka Fernanda Torrese na místo záložníka Andrése Iniesty a rovněž rychlého a přímočarého křídelníka Jesúse Navase na místo jiného středopolaře Davida Silvy. Absence Iniesty byla dána mimo jiné smrtí fotbalisty Dani Jarqueho, Iniestova blízkého přítele.
Zásluhou dvougólového Davida Villy vyhrál tým 2:0, jakkoliv si v utkání vypracoval více dalších šancí.
V souboji o postup proti Chile opanovalo po výhře 2:1 skupinu díky gólům Villy a Iniesty a v osmifinále je čekalo Portugalsko.

## Úspěchy
- 1× vítěz Mistrovství Evropy (2012)
- 2× vítěz Ligy mistrů UEFA (2000, 2002)
- 1× vítěz Mistrovství světa (2010)